# Remaugies
Remaugies est une commune française située dans le département de la Somme, en région Hauts-de-France.

## Géographie

### Localisation
Remaugies est un village picard situé au sein de la région naturelle du Santerre et du pays de l'Amiénois, limitrophe de l'Oise.
À vol d'oiseau, la localité est située à 7 km au sud-est de Montdidier, 12 km au sud-ouest de Roye, 26 km au nord-ouest de Compiègne, 40 km au sud-est d'Amiens et à 47 km au nord-est de Beauvais.
Le territoire de la commune est limitrophe de ceux de trois communes.
Les communes limitrophes sont Boulogne-la-Grasse, Fescamps et Piennes-Onvillers.

### Hydrographie
La commune est située dans le bassin Artois-Picardie. Elle n'est drainée par aucun cours d'eau.

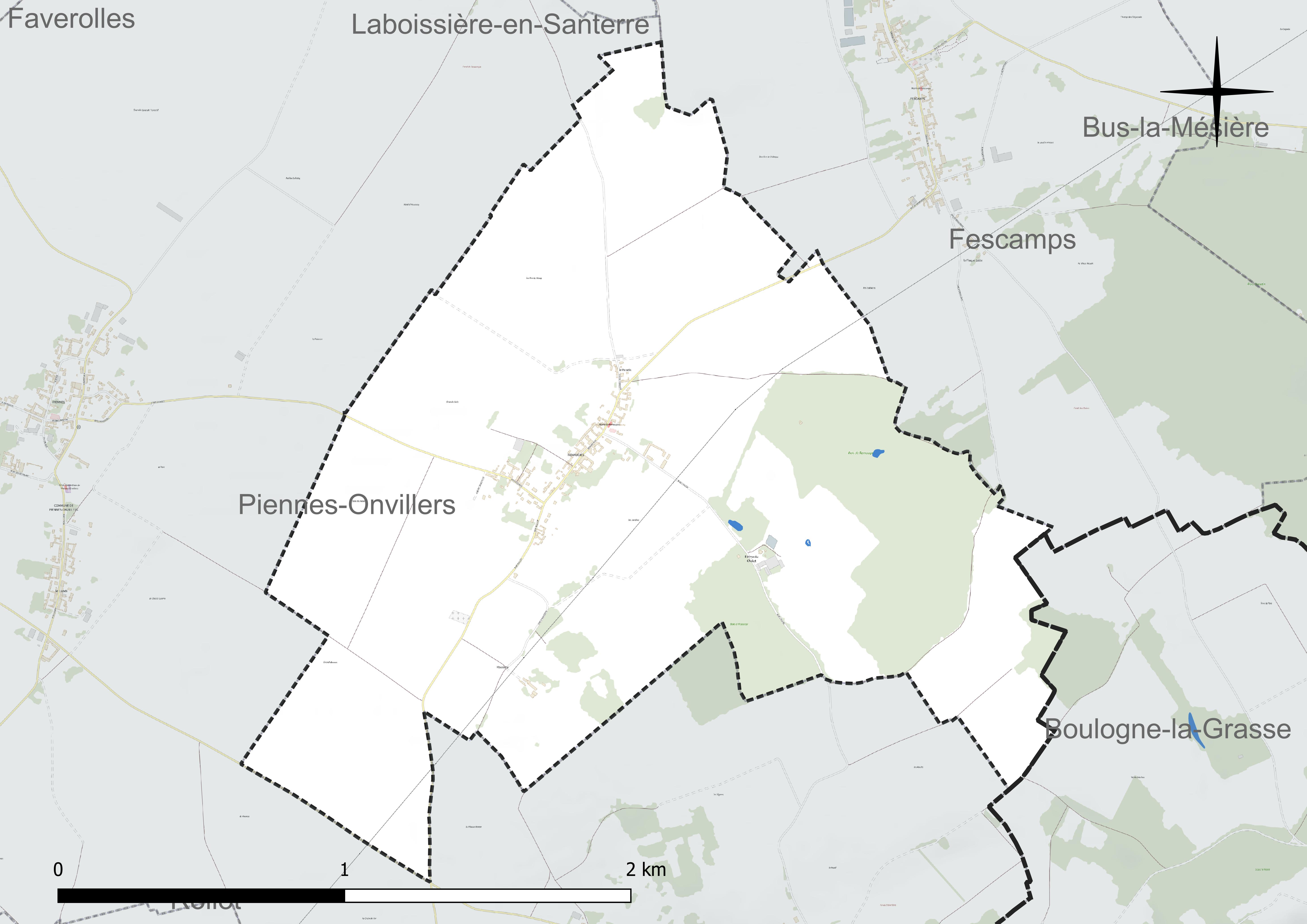
Réseau hydrographique de Remaugies.

### Climat
Pour des articles plus généraux, voir Climat des Hauts-de-France et Climat de la Somme.
En 2010, le climat de la commune est de type climat océanique dégradé des plaines du Centre et du Nord, selon une étude du CNRS s'appuyant sur une série de données couvrant la période 1971-2000. En 2020, Météo-France publie une typologie des climats de la France métropolitaine dans laquelle la commune est exposée à un climat océanique et est dans la région climatique Nord-est du bassin Parisien, caractérisée par un ensoleillement médiocre, une pluviométrie moyenne régulièrement répartie au cours de l'année et un hiver froid (3 °C).
Pour la période 1971-2000, la température annuelle moyenne est de 10,3 °C, avec une amplitude thermique annuelle de 14,4 °C. Le cumul annuel moyen de précipitations est de 676 mm, avec 11 jours de précipitations en janvier et 8,3 jours en juillet. Pour la période 1991-2020, la température moyenne annuelle observée sur la station météorologique la plus proche, située sur la commune de Godenvillers à 9 km à vol d'oiseau, est de 11,1 °C et le cumul annuel moyen de précipitations est de 701,9 mm,. Pour l'avenir, les paramètres climatiques de la commune estimés pour 2050 selon différents scénarios d'émission de gaz à effet de serre sont consultables sur un site dédié publié par Météo-France en novembre 2022.

## Urbanisme

### Typologie
Au 1er janvier 2024, Remaugies est catégorisée commune rurale à habitat dispersé, selon la nouvelle grille communale de densité à sept niveaux définie par l'Insee en 2022.
Elle est située hors unité urbaine. Par ailleurs la commune fait partie de l'aire d'attraction de Montdidier, dont elle est une commune de la couronne,. Cette aire, qui regroupe 23 communes, est catégorisée dans les aires de moins de 50 000 habitants,.

### Occupation des sols
L'occupation des sols de la commune, telle qu'elle ressort de la base de données européenne d'occupation biophysique des sols Corine Land Cover (CLC), est marquée par l'importance des territoires agricoles (85,1 % en 2018), une proportion identique à celle de 1990 (85,1 %). La répartition détaillée en 2018 est la suivante : 
terres arables (72,2 %), forêts (14,9 %), zones agricoles hétérogènes (12,8 %). L'évolution de l'occupation des sols de la commune et de ses infrastructures peut être observée sur les différentes représentations cartographiques du territoire : la carte de Cassini (XVIIIe siècle), la carte d'état-major (1820-1866) et les cartes ou photos aériennes de l'IGN pour la période actuelle (1950 à aujourd'hui).

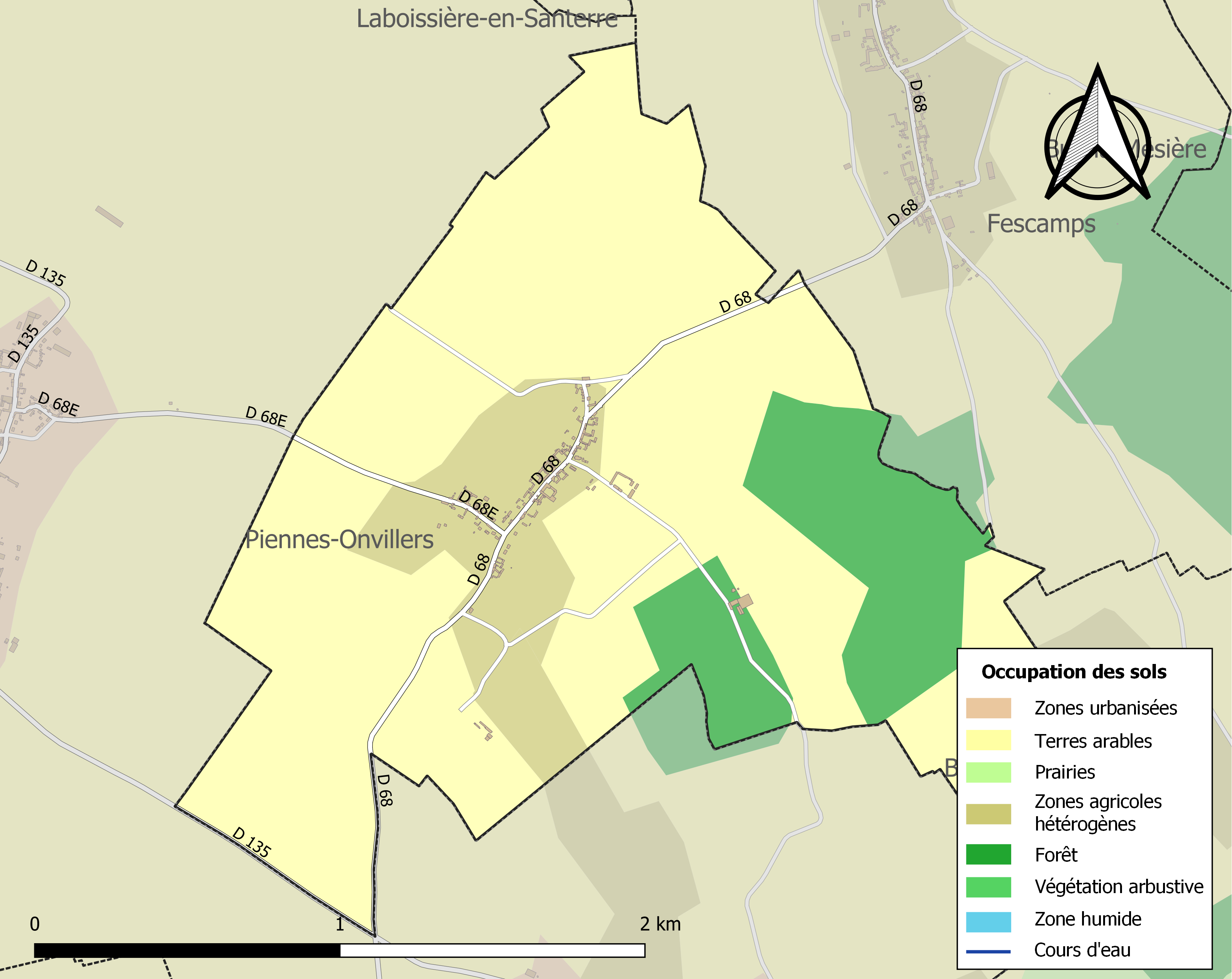
Carte des infrastructures et de l'occupation des sols de la commune en 2018 (CLC).

## Toponymie
Le nom de la localité est attesté sous les formes Rumaugies (1301) ; Remaugies (1334) ; Romangie (1648) ; Remaugis (1698) ; Remaugie (1733) ; Remangie (1753) ; Romangies (1787) ; Remangies (1851-52).

## Histoire
- Thibaut de Mailly signe la Ligue à Péronne le 31 mars 1585, il est seigneur de Remaugies (et d'Onvillers)[18].
- René II de Mailly fonde en 1640 une chapelle à Remaugies, son lieu de résidence[19].

## Politique et administration
| Période                                  | Période                       | Identité          | Étiquette | Qualité             |
| ---------------------------------------- | ----------------------------- | ----------------- | --------- | ------------------- |
| Les données manquantes sont à compléter. |                               |                   |           |                     |
| mars 2001                                | mars 2008                     | Claude Leclerc    |           |                     |
| mars 2008                                | avril 2014                    | Christian Douchet |           |                     |
| avril 2014                               | juillet 2020                  | Marc Dupré        |           |                     |
| juillet 2020                             | En cours (au 17 juillet 2020) | Eymeric Bizet     |           | Technico-commercial |

## Population et société

### Démographie
L'évolution du nombre d'habitants est connue à travers les recensements de la population effectués dans la commune depuis 1793. Pour les communes de moins de 10 000 habitants, une enquête de recensement portant sur toute la population est réalisée tous les cinq ans, les populations de référence des années intermédiaires étant quant à elles estimées par interpolation ou extrapolation. Pour la commune, le premier recensement exhaustif entrant dans le cadre du nouveau dispositif a été réalisé en 2006.

En 2022, la commune comptait 136 habitants, en évolution de +3,03 % par rapport à 2016 (Somme : −1,26 %, France hors Mayotte : +2,11 %).
| 1793 | 1800 | 1806 | 1821 | 1831 | 1836 | 1841 | 1846 | 1851 |
| ---- | ---- | ---- | ---- | ---- | ---- | ---- | ---- | ---- |
| 229  | 184  | 210  | 229  | 206  | 221  | 216  | 227  | 228  |

| 1856 | 1861 | 1866 | 1872 | 1876 | 1881 | 1886 | 1891 | 1896 |
| ---- | ---- | ---- | ---- | ---- | ---- | ---- | ---- | ---- |
| 226  | 228  | 202  | 181  | 180  | 184  | 199  | 188  | 183  |

| 1901 | 1906 | 1911 | 1921 | 1926 | 1931 | 1936 | 1946 | 1954 |
| ---- | ---- | ---- | ---- | ---- | ---- | ---- | ---- | ---- |
| 153  | 162  | 153  | 156  | 125  | 128  | 114  | 122  | 124  |

| 1962 | 1968 | 1975 | 1982 | 1990 | 1999 | 2006 | 2011 | 2016 |
| ---- | ---- | ---- | ---- | ---- | ---- | ---- | ---- | ---- |
| 127  | 114  | 89   | 87   | 81   | 97   | 115  | 120  | 132  |

| 2021 | 2022 | - | - | - | - | - | - | - |
| ---- | ---- | - | - | - | - | - | - | - |
| 135  | 136  | - | - | - | - | - | - | - |

## Culture locale et patrimoine

### Lieux et monuments
- Église Saint-Léger.
- Chapelle Notre-Dame-de-Bon-Secours. Construite en brique et pierre en 1890 pour la guérison d'une malade[28].

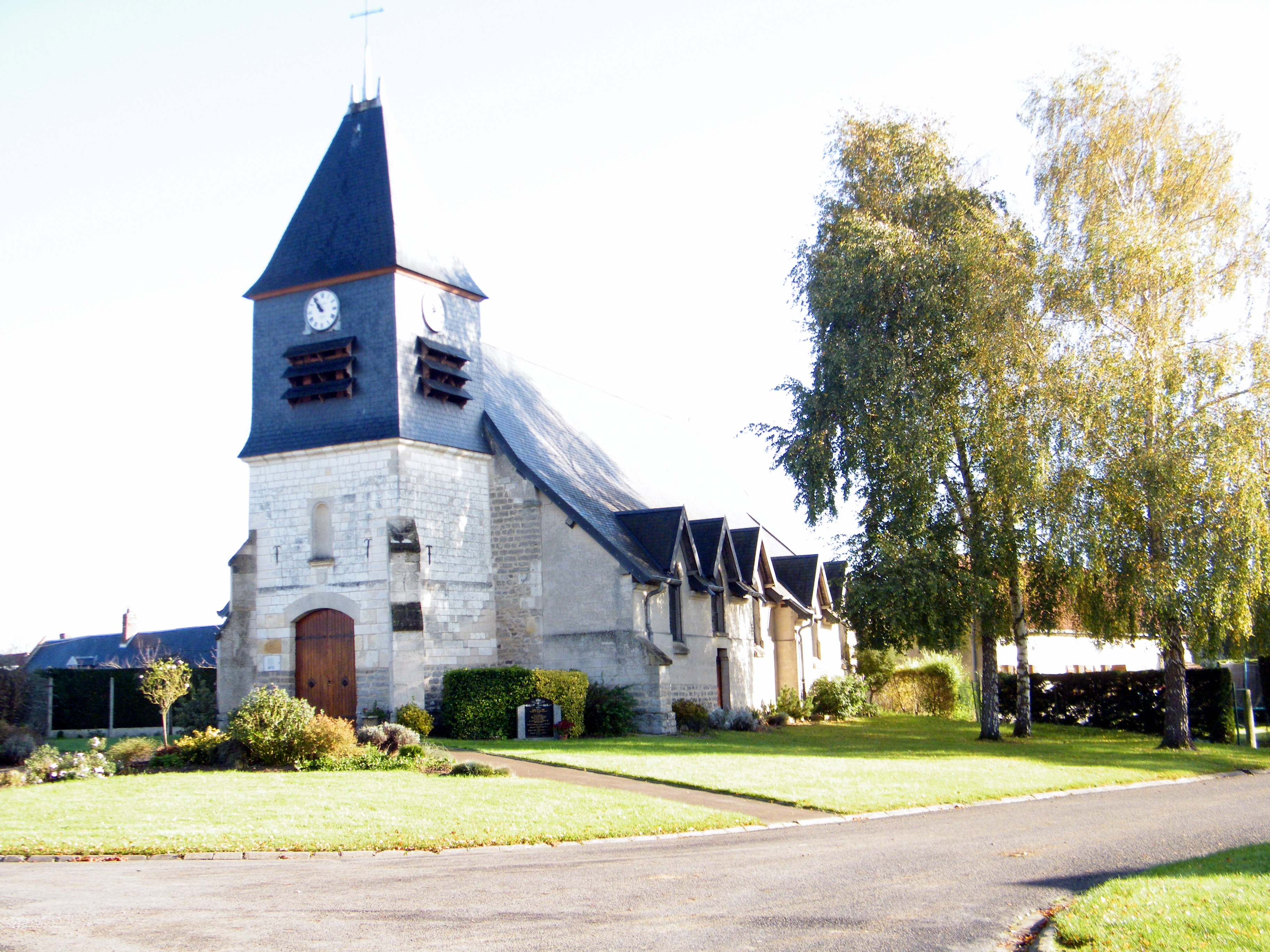
L'église Saint-Léger.
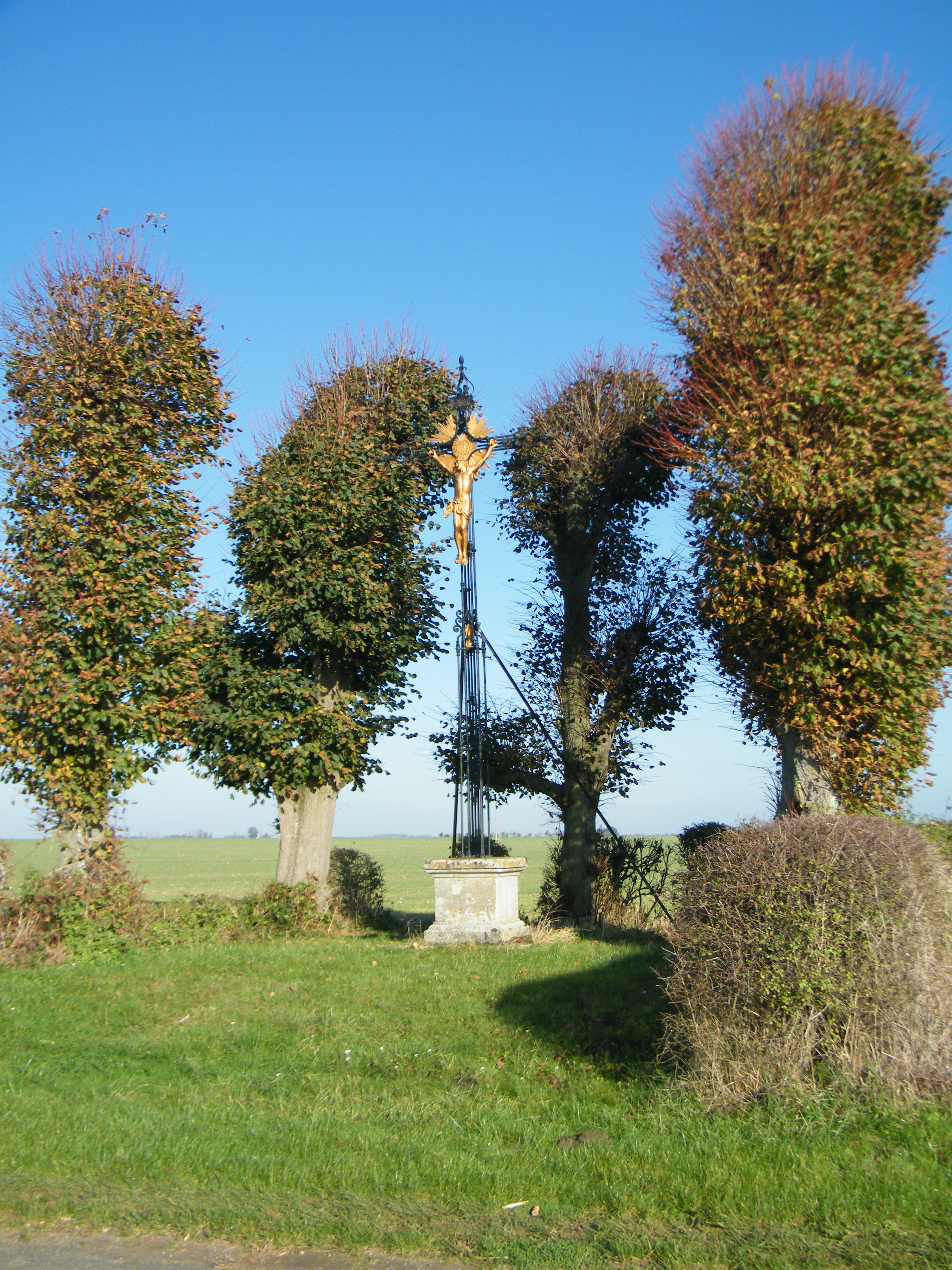
Calvaire à l'entrée.

### Personnalités liées à la commune

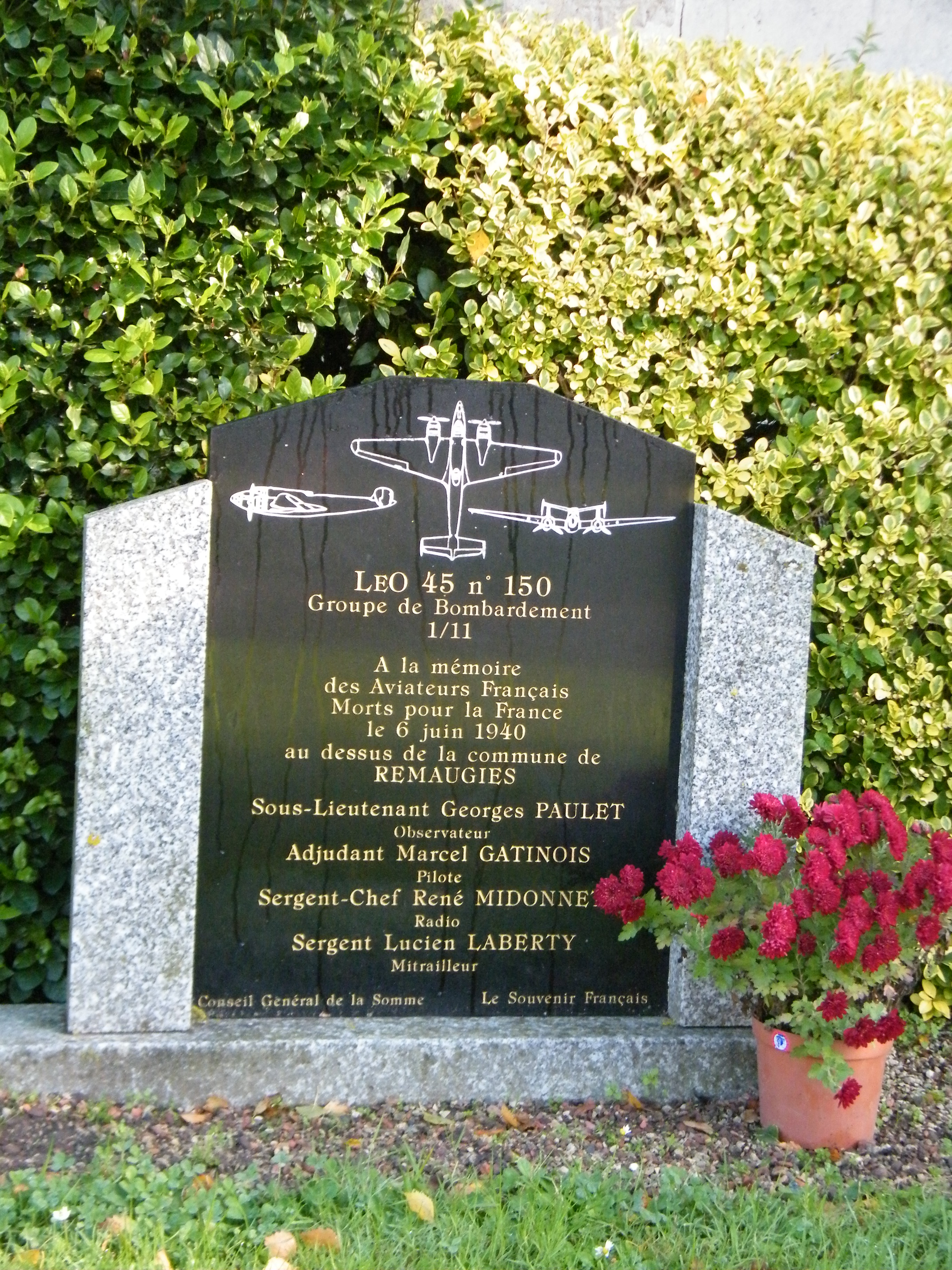
La stèle aux aviateurs.

- Les aviateurs français morts pour la France lors du crash de leur appareil LeO 451 no 150 sur le territoire communal, lors de la bataille de France, le 6 juin 1940, abattus par la chasse allemande pendant une mission de bombardement des lignes ennemies à Chaulnes[29] :
  - Sous-lieutenant Georges Paulet, observateur ;
  - Adjudant Marcel Gatinois, pilote ;
  - Sergent-chef René Midonnet, radio ;
  - Sergent Lucien Laberty, mitrailleur.

Une stèle rappelle leur mémoire.